# Niccolò Fortebraccio
Niccolò Fortebraccio dit  della Stella, né à Sant'Angelo in Vado en 1389, mort à Fiordimonte le 23 août 1435, est un condottiere italien.

## Biographie
Niccolò Fortebraccio est le fils de Jacopo, « speziale » de Sant'Angelo in Vado, et de Stella, sœur de Braccio da Montone, duquel il a pris le nom de «Fortebraccio».
En 1426 et en 1429, Niccolò est au service de la république de Florence. Envoyé combattre contre Volterra et Lucques avec Guidantonio da Montefeltro, il est défait par Niccolò Piccinino en 1430. 
L'année suivante le pape Eugene IV l'engage, le nomme  gonfalonier de l'armée pontificale et lui ordonne de reconquérir Città di Castello, mais il échoue.
Il reçoit une  condotta des Visconti du duché de Milan et en  1433 il se dirige vers Rome. Giovanni Vitelleschi est envoyé à sa rencontre, mais il doit changer ses plans pour étouffer une révolte en  Romagne, de fait Fortebraccio prend Tivoli. Il échappe à un attentat, prend Assise et épouse Ludovica da Battifolle.
Francesco Sforza prend la tête d'une ligue formée contre Fortebraccio. Le 15 août 1435, Fortebraccio bat et fait prisonnier Leone Sforza, mais le 23 août Alessandro Sforza le défait lors du siège de Fiordimonte, près de Camerino. 
Pendant qu'il tente de s'échapper avec ses hommes, il se blesse lors du franchissement à cheval d'un fossé, restant bloqué sous la bête. Dans cette position, il est blessé mortellement par Cristoforo di Forlì et expire deux heures plus tard.
Sa dépouille est enterrée à Assise.

## Mariage est descendance
Le 31 août 1434, il épouse Ludovica, fille de Francesco da Battifolle, Comte de Poppi qui lui donne un fils : Braccio Vecchio, lui aussi condottiere.